# Monaco Media Diffusion
Monaco Media Diffusion (MMD) (fondata nel 1994 come Monte-Carlo Radiodiffusion) è la società concessionaria franco-monegasca in esclusiva del servizio pubblico radiotelevisivo nel Principato di Monaco.
La società nazionale gestisce la trasmissione e la distribuzione dei contenuti in consultazione con l'Unione internazionale delle telecomunicazioni (UIT). MMD trasmette in digitale, sulla banda FM, in onde lunghe e medie da diverse località del Principato e della Francia meridionale. La società è gestita da un consiglio di amministrazione composto da sei membri. I canali associati a MMD, 2 canali televisivi e 23 stazioni radio su 30 frequenze, trasmettono 24 ore su 24 e coprono la zona costiera tra Cannes e il confine con l'Italia.
Sin dalla sua creazione la società è membro dell'Unione europea di radiodiffusione (UER) insieme a Radio Monte-Carlo (RMC) e, in precedenza, con Télé Monte-Carlo (TMC) come parte del Groupement de radiodiffusion monégasque (GRMC).
La società ha cambiato denominazione nell'aprile 2016 in seguito all'acquisizione della maggioranza delle azioni da parte del Principato di Monaco. Il Principato detiene ora il 51% del capitale, mentre il restante 49% è di proprietà dell'ente radiotelevisivo francese TDF Group.